# Ljubow Andrejewna Schutowa
Ljubow Andrejewna Schutowa (russisch Любовь Андреевна Шутова; * 25. Juni 1983 in Nowosibirsk, Russische SFSR, Sowjetunion) ist eine russische Degenfechterin.

## Erfolge
Ljubow Schutowa begann im Alter von zwölf Jahren mit dem Fechten. Bereits 2002, im Alter von 19 Jahren, gewann die Rechtshänderin die Bronzemedaille bei den Europameisterschaften in Moskau. Es dauerte dann sieben Jahre, ehe sie international die nächste Podestplatzierung erreichte. 2007 wurde sie mit der Mannschaft in St. Petersburg hinter Frankreich Vizeweltmeisterin. Im Jahr darauf war sie Teil der russischen Delegation bei den Olympischen Spielen 2008 in Athen. Im Einzelwettbewerb zog sie ins Viertelfinale ein, in dem sie gegen die spätere Finalistin Ana Maria Brânză mit 13:15 verlor. Ihren größten Erfolg erzielte Schutowa 2009, als sie in Antalya im Einzel die Weltmeisterschaft gewann. Im Finalgefecht bezwang sie Sherraine Schalm mit 9:8. Im Anschluss an die Europameisterschaft im selben Jahr legte sie eine Babypause ein. 2010 wurde Schutowa, die verheiratet ist, Mutter einer Tochter.
Erst 2011 stand sie wieder auf der Planche und konnte mit der Mannschaft die Silbermedaille bei den Europameisterschaften in Sheffield gewinnen. Bei den Europameisterschaften 2012 erreichte sie mit der Mannschaft erneut das Finale und sicherte sich gegen Rumänien dieses Mal auch den Titel. Im Einzel gewann sie nach 2002 ihre zweite Bronzemedaille. Einen Medaillengewinn bei der zweiten Olympischen Teilnahme in London verpasste Schutowa mit der Mannschaft knapp. Nach einem Auftaktsieg gegen die Ukraine schied die Mannschaft im Halbfinale gegen China aus. Im Gefecht um Bronze unterlag sie dann den Vereinigten Staaten mit 30:31. Im Einzel belegte sie den 23. Rang. Nach einem Jahr ohne Medaillengewinn verlief 2014 wieder erfolgreicher. Mit der Mannschaft wurde Schutowa in Straßburg Vizeeuropameisterin und in Kasan Weltmeisterin. Bei den Olympischen Spielen in Rio de Janeiro belegte sie im Einzel Rang 26. Mit der Mannschaft, die neben Schutowa aus Wioletta Kolobowa, Olga Kotschnewa und Tatjana Logunowa bestand, stand sie nach einem Sieg gegen Frankreich und einer Niederlage gegen Rumänien im Gefecht um Bronze gegen Estland, das mit 37:31 gewonnen wurde. 2019 gewann sie mit der Mannschaft in Düsseldorf erneut EM-Silber.